# New York Herald

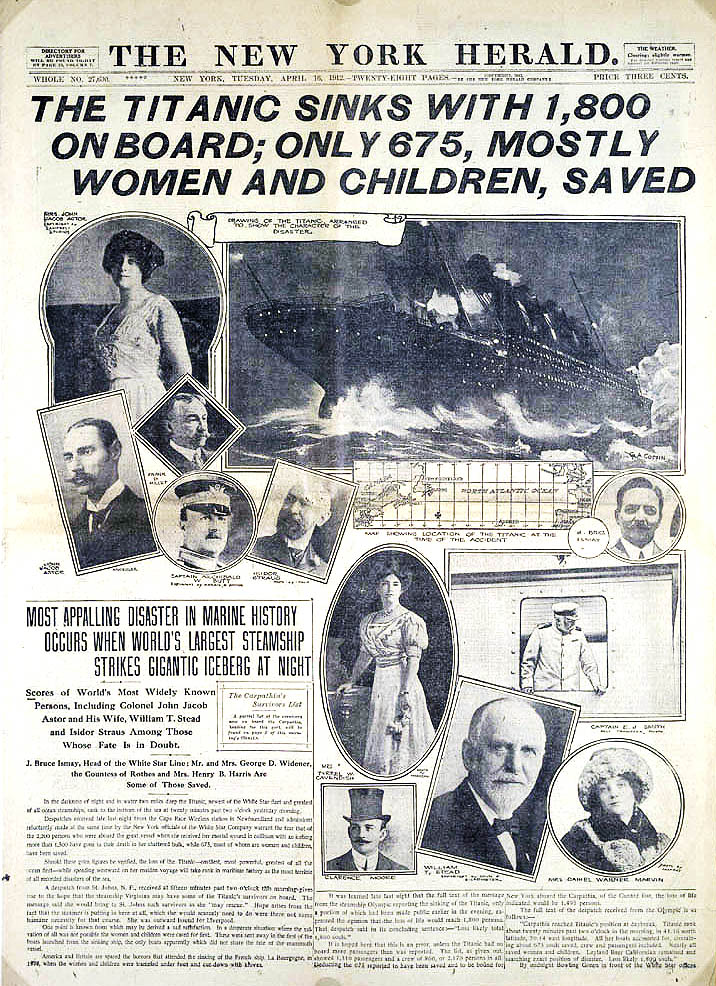
New York Heralds förstasida rapporterar om Titanics förlisning den 15 april 1912.

New York Herald var en New York-baserad tidning, som gavs ut åren 1835 till 1924. Den grundades av James Gordon Bennett den äldre och drevs sedan av sonen James Gordon Bennett den yngre. Under denne blev tidningen berömd för att ha finansierat två av Henry Morton Stanleys expeditioner i Afrika.
Från 1887 gavs tidningen också ut i Paris. År 1924 blev den uppköpt av New-York Tribune och integrerad in i New York Herald Tribune.